# Audio-Technica
Audio-Technica Corporation é uma empresa japonesa de produtos relacionados a áudio, como microfones, fones de ouvido, entre outros equipamentos. A empresa forneceu os microfones no Grammy Awards por mais de 10 anos,[carece de fontes?] em programas populares estadunidenses, e também dos Jogos Olímpicos e de Inverno em 1996, 2000, 2002 e 2004. A marca também patrocina músicos, como Luiz Arcanjo e Deco Rodrigues (Trazendo a Arca) e Rafael Bittencourt (Angra).

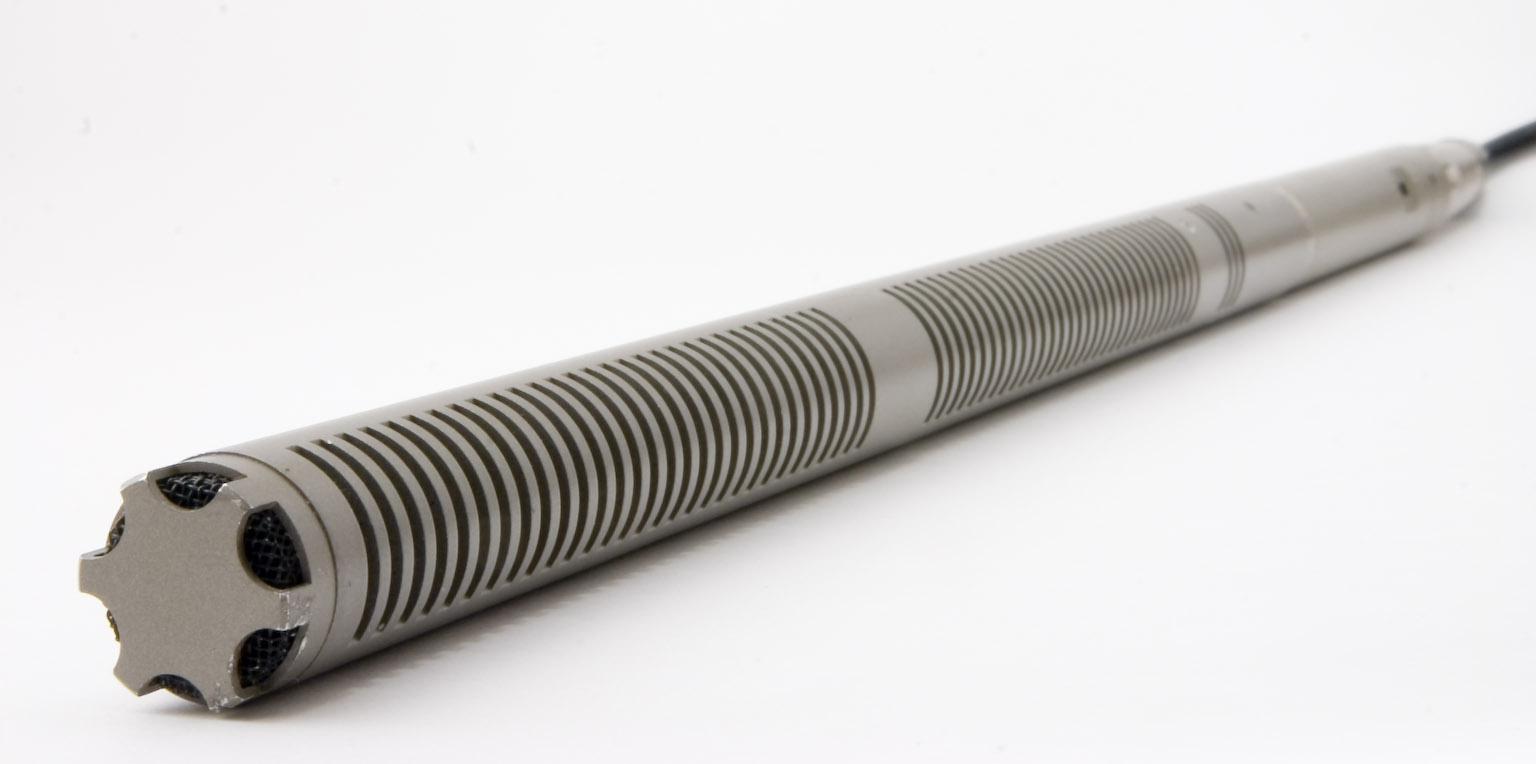
Um microfone da Audio-Technica.